# Globos de Ouro de 2003
A 8ª Edição dos Globos de Ouro ocorreu a 30 de maio de 2003 no Coliseu dos Recreios, em Lisboa com apresentação de Maria João Bastos, Herman José e Fátima Lopes.

## Cinema
- Melhor Filme: A Selva, de Leonel Vieira
- Melhor Atriz: Alexandra Lencastre (O Delfim de Fernando Lopes)
  - nomeada: Margarida Marinho (Aparelho Voador a Baixa Altitude de Solveig Nordlund)
- Melhor Ator: Vítor Norte (O Gotejar da Luz – Paixão em África de Fernando Vendrell)
  - nomeado: Rogério Samora (O Delfim de Fernando Lopes)

## Teatro
- Melhor Atriz: Eunice Muñoz (A Casa do Lago, de Ernest Thompson)
- Melhor Ator: Virgílio Castelo
- Melhor Peça: My Fair Lady, encenado por Filipe La Féria

## Música
- Melhor Intérprete Individual: Carlos do Carmo (álbum Nove Fados e Uma Canção de Amor)
- Melhor Grupo: Madredeus (DVD Euforia e álbum Electronico)
- Melhor Canção: "Momento (Uma Espécie de Céu)" - Pedro Abrunhosa

## Televisão
- Ficção e Comédia:
  - Melhor Programa: O Processo dos Távoras
  - Melhor Atriz: Alexandra Lencastre (Fúria de Viver)
  - Melhor Ator: Camacho Costa (Malucos do Riso e Às Duas por Três')

- Informação:
  - Melhor apresentador: José Alberto Carvalho (Telejornal RTP)
  - Melhor Programa: Telejornal (RTP)

- Entretenimento:
  - Melhor Programa: Herman SIC
  - Melhor Apresentador: Catarina Furtado (Catarina.com)

## Prémio de Mérito e Excelência
- José Hermano Saraiva